# تيلكلاس
تيلكلاس (باليونانية: Τήλεκλος) هو ابن أرخيلاوس، والملك الثامن لأسبرطة من سلالة أجيداي، وأب ألكمينيس الذي سيخلف الحكم من بعده. قتل تيلكلاس من قبل رجال من ميسيني أثناء محاولة منعهم من اعتداء على نساء خلال مهرجان أقيم في معبد أرتميس.

## وصلات خارجية
- مولر، كارل أوتفريد تاريخ وآثار السلالة الدورية. (باللغة الإنجليزية)